# Ján Čapkovič
Ján Čapkovič (Pozsony, 1948. január 11. –) csehszlovák válogatott szlovák labdarúgó, csatár. Az 1971–72-es csehszlovák bajnoki idény gólkirálya. Ikertestvére Jozef Čapkovič szintén labdarúgó. A sportsajtóban Čapkovič I néven ismert.

## Pályafutása

### Klubcsapatban
A CH Bratislava csapatában kezdte a labdarúgást. 1967 és 1977 között szinte a teljes pályafutását a Slovan Bratislava csapatánál töltötte. A pozsonyi klubbal három csehszlovák bajnoki címet és két kupa győzelmet ért el az együttessel. Tagja volt az 1968–69-es idényben KEK-győztes csapatnak. 1977 és 1983 között ismét a CH Bratislava csapatában játszott. 1983-ban fejezte be az aktív labdarúgást.

### A válogatottban
1968 és 1974 között 20 alkalommal szerepelt a csehszlovák válogatottban és hat gólt szerzett. Tagja volt az 1970-es mexikói világbajnokságon részt vevő csapatnak.

## Sikerei, díjai
Slovan Bratislava
- Csehszlovák bajnokság
  - bajnok: 1969–70, 1973–74, 1974–75
  - gólkirály: 1971–72 (19 gól)
- Csehszlovák kupa
  - győztes: 1968, 1974
- Kupagyőztesek Európa-kupája (KEK)
  - győztes: 1968–69